# Nexus 10
La  Nexus 10 es la primera tableta de 10 pulgadas de Google bajo la marca Nexus. Está fabricada por Samsung, pero dirigida bajo las directrices de diseño y calidad de Google.
Se caracteriza por tener una cámara trasera de 5MPx, un procesador Cortex A15 de doble núcleo, que al utilizar la nueva arquitectura ARM es más eficiente que algunos procesadores ARM de cuatro núcleos.

## Desarrollo
La Nexus 10 se lanzó al mercado el 13 de noviembre de 2012, pudiéndose comprar mediante Google Play. El stock se agotó en apenas unos minutos, tardó en reponerse casi dos meses para luego volverse a agotar. Más tarde la Nexus 10 tuvo un stock estable desde mediados de febrero de 2013 hasta el 2014, que desapareció de la venta.
Al Nexus 10 hace tiempo que se le pasó la fecha de renovación esperada, que podría haber llegado con el Nexus 5 de haber atendido a un ciclo anual.

## Hardware
El dispositivo Nexus 10 tiene un hardware propio de un tableta de gama alta a un precio un poco más reducido.
En su interior cuenta con un procesador Exynos 5 Dual, de doble núcleo con arquitectura ARM Cortex A15, que puede ser más rápida y eficiente que algunos procesadores de cuatro núcleos actuales.
Además, cuenta con 2GB de RAM y 16 o 32GB de almacenamiento, según el dispositivo adquirido.

## Software
La tableta Nexus 10 es la primera en venir con Android 4.2 de fábrica. Como novedades destacables del Software, encontramos la cámara PhotoSphere, widgets en la pantalla de desbloqueo y soporte multiusuario.
A comienzos de noviembre de 2014, se fue liberando la actualización a Android 5.0 "Lollipop", el cual cuenta con una serie de novedades (una de las actualizaciones más importantes para el sistema Android, tanto funcional, como aún más en lo visual.) , incluida mejoras de rendimiento para este dispositivo.
Siendo una tableta desfasada, especialmente con la salida del nuevo Nexus 9, Google la mantiene totalmente vigente en cuanto a Software.
En el año 2015, con la llegada de Android 6.0, esta tableta no recibe actualización, quedándose en Android 5.1.